# Beast (film 2022)
Beast è un film del 2022 diretto da Baltasar Kormákur, scritto da Jaime Primak Sullivan su soggetto di Ryan Engle.

## Trama
Durante un'afosa notte, nella Riserva Mopani in Sudafrica, alcuni bracconieri tendono una trappola ad un piccolo branco di leoni, riuscendo ad ucciderli tutti meno il maschio alfa. Una parte del gruppo parte portandosi su dei furgoni le carcasse dei leoni, gli altri restano indietro per piazzare nuovamente le trappole, ma vengono attaccati e uccisi proprio dal maschio alfa.
Tempo dopo il dottor Nate Samuels, rimasto vedovo di recente, e le sue figlie adolescenti, Meredith e Norah, arrivano alla Riserva di Mopani per una vacanza. Arrivati all'aeroporto della Riserva, Nate si riunisce con il suo vecchio amico, Martin Battles, un biologo e manager di Mopani, che ha presentato Nate e sua moglie. Martin porta Nate e le ragazze nel villaggio dove è cresciuta la moglie di Nate. Dopo cena, quando Meredith e Norah si addormentano, Nate confida a Martin che intende approfittare del viaggio per riconciliarsi con le sue figlie dopo la morte della madre (che dopo il divorzio aveva sviluppato un cancro rivelatosi fatale).
Il giorno successivo, Martin e la famiglia visitano le aree della riserva. Ad un certo punto il gruppo incontra il Ranger Banji, amico di Martin, che mostra loro un branco di leoni locale (i cui maschi, Kuda e Kawe, furono cresciuti da Martin che poi li liberò quando divennero adulti) e nota che la matriarca del branco è ferita (probabilmente a causa di un proiettile, forse sparatole dai bracconieri). Subito dopo Martin porta Nate e le figlie in una vicina comunità di Tsonga, ma una volta giunti scoprono con orrore e sgomento che l’intero villaggio è stato massacrato. Sospettando che il responsabile sia un leone solitario, Martin si precipita a riferire la scoperta. Ma lungo la strada il gruppo incontra un uomo Tsonga (abitante del villaggio dove è avvenuto il massacro) ferito sulla strada, che prima di svenire riferisce che i suoi compagni sono stati uccisi dal leone. Sentendo ciò Martin prende il fucile e va a cercare il leone, mentre Nate cerca di curare le ferite dell'uomo Tsonga, ma non riesce a salvarlo. Poco dopo Martin, ritrovatosi vicino a una pozza dell'acqua viene attaccato e ferito dal leone. Nate sentendo uno sparo (prodotto dal fucile di Martin) gli va incontro, ma si ritrova di fronte il leone che lo carica. Nate riesce a raggiungere la jeep di Martin e a fuggire con le figlie, tuttavia la jeep sbanda e finisce fuori uso sul ciglio di un dirupo.
Mentre Nate e le figlie cercano di decidere il da farsi, Martin contatta Nate con un walkie-talkie, avvertendolo di stare al riparo, dicendo che il leone sta usando Martin come esca per attirare gli altri. Poiché la radio è fuori portata per contattare i soccorsi, Nate assembla un fucile tranquillante. Affronta il leone, sperando di sottometterlo abbastanza a lungo da recuperare Martin e tornare alla riserva. Ad un certo punto il leone bracca Nate sotto la jeep e Meredith approfitta della distrazione per salvare Martin, mentre Norah riesce a pugnalare il leone con un dardo tranquillante, mettendolo in ritirata. Nel frattempo Meridith riesce a portare Martin alla jeep, dove Nate cura le ferite del suo amico. Poco dopo scoprono che il tranquillante ha già finito l'effetto e che il leone ha ricominciato a braccare il gruppo.
Al calar della notte Martin, ripresosi dopo essere svenuto per via delle ferite subite, ipotizza che il leone sia diventato aggressivo verso gli umani dopo un incontro con i bracconieri. Poco dopo,  alcuni bracconieri (gli stessi che avevano ucciso il branco del leone) arrivano e inizialmente accettano di trasportare il gruppo al villaggio in cambio di un pagamento. Tuttavia appena il capo dei bracconieri scopre Martin, accanito anti-bracconiere, la tensione aumenta. I bracconieri cercano di linciare Martin, ma vengono a loro volta assaliti e abbattuti dal leone, che ha riconosciuto in loro gli stessi cacciatori che gli sterminarono il branco. Nel caos, Nate si addentra nella radura vicino alla jeep e riesce a prendere le chiavi di uno dei fuoristrada dei bracconieri. Nel frattempo il leone, passando dal finestrino rotto, riesce a irrompere nella jeep e a ferire Meredith, ma poi Martin riesce a trattenere la belva e a permettere alle ragazze di fuggire dalla jeep, che poco dopo precipita ai piedi del dirupo. Con il leone ancora vivo e con la fuoriuscita di benzina nella jeep, Martin si sacrifica dando fuoco alla jeep col suo accendino, un attimo prima che il leone lo attacchi. Poco dopo Nate ritorna dalle figlie, per poi allontanarsi con loro sul suv dei bracconieri.
Lungo il tragitto, con Meredith ferita, Nate decide di fermarsi in una scuola abbandonata (poco distante dal territorio dei leoni che avevano visto il giorno prima). Entrati nella scuola Nate e le figlie scoprono che il posto è usato dai bracconieri come base. Nate cura la ferita di Meredith, poi si allontana per cercare dell'acqua. All'improvviso, il leone (sopravvissuto all'esplosione della jeep, ma con molte ferite d'ustione su tutto il corpo) irrompe nella scuola e bracca le ragazze, ma Nate ritorna in tempo e lo spaventa sparandogli, senza però riuscire ad ucciderlo. Messe al sicuro le figlie, Nate promette di tornare una volta sbarazzatosi della bestia. Dopo un breve inseguimento, Nate sfida il leone ad un combattimento nella radura dove si trovano, che sfortunatamente per il leone ferito, è proprio il territorio del branco di Kuda e Kawe. Nello scontro Nate viene presto sopraffatto dall’avversario, finché i patriarchi del branco intervengono e uccidono il leone nemico (infatti il giorno prima, Martin aveva spiegato a Nate e alle sue figlie, che se un leone sconosciuto invade il loro territorio, Kuda e Kawe lo fanno a pezzi a costo della vita). Mentre Nate sviene per le ferite subite, arriva Banji con altri ranger che soccorre Nate e poi anche le sue figlie.
Al risveglio in ospedale, un Nate in via di guarigione si riunisce felicemente alle figlie. Qualche tempo dopo, i tre tornano alla riserva, questa volta come una famiglia unita e ricreano la foto che la defunta moglie di Nate ha scattato a se stessa accanto al suo albero preferito.

## Produzione
Nel settembre 2020, è stato annunciato che Idris Elba avrebbe recitato in un film della Universal Pictures. Nel giugno 2021, al cast si sono uniti Sharlto Copley, Iyana Halley e Leah Sava Jeffries.
Le riprese sono iniziate il 1º giugno 2021 in Sud Africa e sono durate dieci settimane; tra le location sono incluse le province rurali di Limpopo e Capo settentrionale e la Città del Capo.
La colonna sonora del film è stata composta da Steven Price e distribuita dalla Back Lot Music.

## Distribuzione e accoglienza
Il film è uscito nelle sale statunitensi il 19 agosto 2022, distribuito dalla Universal Pictures. In Italia è uscito il 22 settembre dello stesso anno.
Di fronte ad un budget stimato di 36 milioni di dollari, ha incassato più di 59 milioni di dollari in tutto il mondo.